# New Nation
New Nation är en engelsk nyhetstidning som kommer ut varje måndag och som främst riktar sig till svarta och färgade bland de minoritetsgrupper som finns i Storbritannien. Från starten 1996 har den fått alltfler läsare, och nu är den den tidning som säljer bäst till nämnda målgrupp. Tidningen designades av Peter Pek och har behållit sitt ursprungliga utseende.

## New Nation Johannesburg
Det fanns en annan tidning med samma namn som gavs ut i Johannesburg i slutet av apartheid-eran.